# Долиногірська вулиця (Київ)
Долиногі́рська ву́лиця — зникла вулиця, що існувала в Печерському районі міста Києва, місцевість Бусове поле. Пролягала від вулиці Михайла Бойчука до Саперної дороги.

## Історія
Виникла в 50-ті роки XX століття під назвою Нова. 1958 року набула назву Долиногірська.
Час ліквідації невідомий, принаймні у довідниках «Вулиці Києва» 1975 та 1979 років не фігурує. Згадана лише як зупинка громадського транспорту (назва зупинки існувала до середини 2000-х років).